# Habitatge unifamiliar al Raval de Montserrat, 3 (Terrassa)
La casa al Raval de Montserrat, 3 és un edifici del centre de Terrassa (Vallès Occidental), protegit com a bé cultural d'interès local, situat al començament del Raval de Montserrat, a la placeta de la Font Trobada, davant l'antic magatzem Cortès i Colomer.
És un habitatge unifamiliar entre mitgeres. La façana és possiblement del segle xviii, encara que la portalada ha estat modificada per encabir-hi un local comercial. Presenta balcons amb baranes de ferro molt senzilles i façanes arrebossades i rematades amb ràfec de coberta, a dues aigües, que vessen cap al carrer mitjançant una tortugada, la qual es recolza sobre una motllura de dentellons imbricats.